# 아토텍

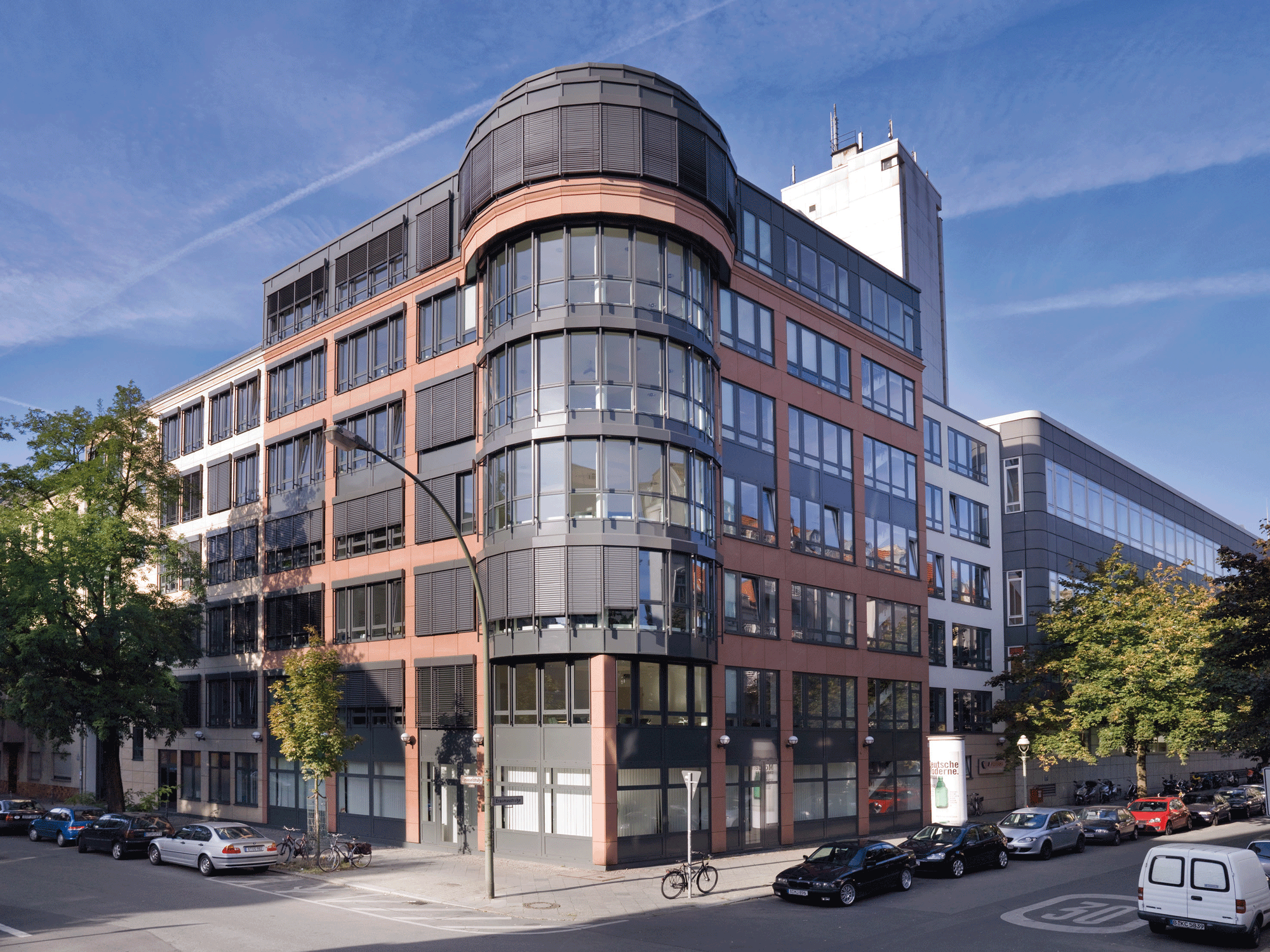

아토텍은 장식 및 기능성 표면처리 산업뿐만아니라 인쇄회로기판, IC기판 그리고 반도체산업을 위한 특수화학프로세스 전반(통합생산시스템, 약품, 서비스 및 장비)을 제공한다.
아토텍은 독일, 체코, 슬로베니아, 스페인, 중국, 한국, 타이완, 싱가포르, 인도, 일본, 미국, 캐나다, 맥시코 그리고 브라질까지 40여개국 이상에서 약품과 장비를 생산하고있으며, 2012년 기준 회사 임직원수는 약 4천명에이른다. 아토텍은엘프아토켐(ELF Atochem)이 M&T 하쇼(M&T Harshaw)와쉐링(Schering)의 전기도금분야를 합병하여 1993년 설립되었다.

## 연혁
아토텍은 독일의 쉐링(Shcering AG)사를 기반으로 하고있다. “쉐링 - 전기도금”분야의 뿌리는 쉐링이 시안화칼륨을 이용해 금과은을 여과하는 프로세스로 특허를획득한 1895년으로 거슬러 올라간다.
1901년에 전기도금 부문사업을 시작하면서, Trisalyt라는 금속을 저장하는 염제혼합물을 생산하였다.
또한 1936년에는 전기도금 부문에서는 세계최초 표면광택제인– Brilliant- 뿐만아니라 최초의“빠른”전해액인– Copper Trisalty Extra Rapid-을 개발하였다. 이러한 혁신적인 성공은 전기도금 부문의 첫 번째 공장설립을 위한부서 개설을 이끌어내었다.
1951년 쉐링은 아토텍이 현재까지 유지하고 있는 주장비 생산지역인 독일포이트에 전기도금사업을 본격적으로 시작하였다. 1989년 전기도금 부문은 독일베를린으로이동하였다.
1993년에 쉐링은 전기도금 부문사업을 프랑스 화학회사인 엘프아토켐에 매각하였다. 엘프아토켐은 자회사인 M&T 하쇼를쉐링의 전기도금분야와 합병하여 아토텍독일본사를 설립하게 된다.
아토텍은 독일에서 공장과 서비스센터를 설립한후, 다른유럽 국가와 아시아에 제조업과 서비스네트워크를 구축해나가기 시작하였고 이후에는 미국에서도 자리를 잡게 되었다.
현재, 아토텍은 전자물질과 반도체기술의 보조부문뿐만 아니라 장식용, 기능성표면처리, 인쇄회로기판및 package 기판부문까지 주요비즈니스를 전개하고있다. 아토텍은 주문제작통합생산시스템을 제공하며, 세계적으로 각각의 고객사에 로컬서비스를 제공하고 있다.

## 제품
아토텍은 다음의 화학프로세스와 장비를 제공한다.
- 인쇄회로기판산업
- IC기판산업
- 반도체산업
- PCB 잉크
- 장식과기능성도금산업(장식용코팅, 부식방지코팅, 무전해니켈, 전해경질크롬도금, 기능성전자도금)